# 2010년 한국프로야구
KBO 리그의 2010년 시즌은 대한민국의 8개 프로 야구 구단들이 참가하여 2010년 3월 27일부터 시작되었다. 아시안 게임과 월드컵의 영향으로 예년보다 일정을 1주일 정도 앞당겨서 개막하게 된다. 이 날은 1982년 3월 27일 서울운동장(동대문야구장)에서 열린 삼성과 MBC의 프로야구원년의 개막전과 동일한 날짜이다.

## 달라진 규정
1. 올해부터 개막전은 이전년도 순위가 아닌 2시즌 전 순위 기준으로 시행된다.
2. 팀 당 133경기 중 2008년 1~4위 팀인 SK, 두산, 롯데, 삼성은 홈 66경기∙원정 67경기를, 5~8위인 한화, KIA, 넥센, LG는 홈 67경기∙원정 66경기를 치르게 된다. (2009년은 반대로 1~4위팀이 홈 67경기∙원정 66경기)
3. 어린이날 경기 : 격년제 편성에 따라 KIA∙SK∙삼성∙LG의 홈구장에서 개최
4. 올스타전 : 7월 24일, 1997년 이후 13년 만에 대구에서 개최
5. 야구규칙 6.09(b) 원주 : 낫아웃시 타자주자의 진루의도 포기
  1. 제 3스트라이크를 포수가 잡지 못하여 타자가 주자가 된 뒤 타자가 주자의 의무를 포기하고 홈플레이트 주위의 흙으로 뒤덮인 원(Dirt Circle)을 벗어나 벤치 또는 자신의 수비위치로 가려는 행위를 했다고 심판원이 판단하면 심판원은 아웃을 선언할 수 있다.
  2. 낫아웃시 타자 주자의 진루의도 포기를 종전 덕아웃 진입에서 홈플레이트 주위의 흙으로 뒤덮인 원을 벗어나는 것으로 변경했다.
6. 야구규칙 7.04(c) 원주 : 덕아웃 근처에서의 플라이볼 포구
  1. 덕아웃 근처에서 파울볼을 포구하려고 할 경우 덕아웃 안의 바닥으로 포구하려는 수비수의 어느 발도 들어 가서는 안된다.
  2. 종전 덕아웃 안에서 포구를 인정하였던 것을 덕아웃 안의 바닥에 수비수의 발 하나라도 있으면 포구로 인정하지 않기로 함.
7. 경기스피드업 관련 변경 및 추가 내용
  1. 루상에 주자가 있을 때 투수가 타자 타이밍을 뺏는 지연 행위 시 주심이 판단하여 타임선언 후 첫 번째는 주의, 두 번째 경고, 세 번째는 보크로 판정함.
  2. 주자가 없을 때 투수가 12초 이내에 투구하지 않을 경우 주심은 첫 번째는 경고 두 번째부터 볼로 판정한다. 시간 계측을 위하여 2루심에게 초시계를 휴대시키며 2루심의 계측은 타자가 타석에서 준비되었을 때 시작되며 계측이 끝나는 시점은 투수가 자유족을 드는 순간으로 함.(이른바 12초룰)
  3. 투수가 로진을 과다하게 묻히는 행위에 대하여 첫 번째 경고, 두 번째부터는 볼로 판정함.
  4. 대기 타자석에 나올 수 있는 선수는 타자석에 서있는 선수의 다음타자 만으로 제한함.
  5. 경기 중 불펜에 나와있는 인원은 최대 6명, 대기타석에 나와있는 인원은 타격코치를 포함하여 최대 3명으로 함 → 삭제
  6. 스트라이크존 확대 → 타자의 몸쪽과 바깥쪽에 공 반개 정도 확대
  7. 선수 교체시 감독이 주심에게 통보
  8. 타자석에서 너무 늦은 타임은 받지 말 것(투수가 자유족을 들었을 때, 주심은 타자석을 벗어나지 못하게 한다.)
  9. 비디오 판독 후 최종판정에 이의를 제기할 시 감독에게 퇴장을 명할 수 있음.
  10. 경기 중 1,3루 주루코치 스톱워치 사용금지
  11. 주심의 판단에 따라 투톤칼라 또는 색이 있는 글러브도 착용할 수 있음.
  12. 클리닝타임을 폐지하고 3,5,7회 간단한 그라운드 정리를 실시함.
  13. 감독, 코치, 선수들이 심판을 비난하는 행위에 강력 제재조치

## 선수 이동

### 시즌 전
- 신인 선수
  - KIA 타이거즈 : 심동섭, 임기준, 이인행, 임한용, 이제우, 김태훈, 홍재호, 이정훈, 이종환
  - SK 와이번스 : 문광은, 박종훈, 김정훈, 최윤석, 이상백, 조성우, 최원재, 안정광
  - 두산 베어스 : 장민익, 이재학, 정대현, 김상훈, 김준호
  - 롯데 자이언츠 : 홍재영, 이현준, 오승택, 김근호, 변용선, 황성웅, 정훈, 박시영
  - 삼성 라이온즈 : 임진우, 김현우, 정민우, 백상원, 김재우, 안성필, 이규대, 길태곤, 문선엽, 송주호
  - 넥센 히어로즈 : 김정훈, 정회찬, 김대유, 문성현, 이창섭, 안규성, 이해창, 임성학, 장종덕
  - LG 트윈스 : 신정락, 이승현, 유경국, 이태원, 백창수
  - 한화 이글스 : 김용주, 김재우, 안승민, 이상훈, 이태양, 김동빈, 김경태
- 트레이드 영입 선수
  - 이대수 : 두산 베어스 → 한화 이글스
  - 조규수 : 한화 이글스 → 두산 베어스
  - 김창훈 : 한화 이글스 → 두산 베어스
- 넥센 히어로즈의 트레이드 파동
  - 이현승 : 넥센 히어로즈 → 두산 베어스
  - 금민철 : 두산 베어스 → 넥센 히어로즈
  - 장원삼 : 넥센 히어로즈 → 삼성 라이온즈
  - 박성훈 : 삼성 라이온즈 → 넥센 히어로즈
  - 김상수 : 삼성 라이온즈 → 넥센 히어로즈
  - 이택근 : 넥센 히어로즈 → LG 트윈스
  - 박영복 : LG 트윈스 → 넥센 히어로즈
  - 강병우 : LG 트윈스 → 넥센 히어로즈
  - 마일영 : 넥센 히어로즈 → 한화 이글스
  - 마정길 : 한화 이글스 → 넥센 히어로즈
- 신규 영입 외국인 선수
  - KIA 타이거즈 : 리카르도 로드리게스
  - 두산 베어스 : 레스 왈론드, 켈빈 히메네스
  - 롯데 자이언츠 : 라이언 사도스키
  - 넥센 히어로즈 : 아드리안 번사이드
  - LG 트윈스 : 오카모토 신야, 에드가르 곤살레스
  - 한화 이글스 : 호세 카페얀, 훌리오 데폴라
- 방출 선수
  - KIA 타이거즈 : 김영수, 조동현
  - 두산 베어스 : 윤요한, 이승학, 이석만
  - 롯데 자이언츠 : 김이슬
  - 삼성 라이온즈 : 강희성, 김문수, 김동현, 이성훈, 조진호
  - 넥센 히어로즈 : 곽동성, 김종민, 이성재, 위대한, 전인환, 조성원
  - LG 트윈스 : 강창주, 박지철
  - 한화 이글스 : 강병수, 문용민, 양승학
- 방출 후 재영입 선수
  - KIA 타이거즈 : 유승룡, 장태성
  - SK 와이번스 : 김동건, 허일상
  - 한화 이글스 : 신민기
- 방출 후 이적 선수
  - 박진원 : 두산 베어스 → SK 와이번스
  - 전준호: 넥센 히어로즈 → SK 와이번스(코치)
  - 추경식 : 롯데 자이언츠 → SK 와이번스
  - 오현근 : SK 와이번스 → 두산 베어스 (신고선수)
  - 이병규 : 주니치 드래곤즈 → LG 트윈스
  - 이상열 : 넥센 히어로즈 → LG 트윈스
  - 정성훈 : 두산 베어스 → LG 트윈스
  - 전근표 : 넥센 히어로즈 → 한화 이글스
  - 정원석 : 두산 베어스 → 한화 이글스
  - 김경태 : LG 트윈스 → 카가와 올리브 가이너즈
  - 손지환 : SK 와이번스 → 코리아 해치
- 방출 외국인 선수
  - KIA 타이거즈 : 리카르도 로드리게스 (시범리그중 부상호소로 방출)
  - 두산 베어스 : 크리스 니코스키, 후안 세데뇨
  - 롯데 자이언츠 : 존 애킨스
  - 넥센 히어로즈 : 클리프 브룸바
  - 한화 이글스 : 에릭 영
- 은퇴 선수
  - 장문석 : KIA 타이거즈 → SK 와이번스 → 은퇴 (부상)
  - 최경환 : KIA 타이거즈 → 은퇴 (KIA 타이거즈의 1군 타격코치)
  - 윤재국 : SK 와이번스 → 은퇴 (부상)
  - 정경배 : SK 와이번스 → 은퇴 (SK 와이번스의 1군 타격코치)
  - 조웅천 : SK 와이번스 → 은퇴 (시카고 컵스로의 코치연수 예정)
  - 전상렬 : 두산 베어스 → 은퇴 (일본 코치연수 예정)
  - 박현승 : 롯데 자이언츠 → 은퇴 (롯데 자이언츠의 2군 수비·주루코치)
  - 김재걸 : 삼성 라이온즈 → 은퇴 (삼성 라이온즈의 1군 트레이닝코치)
  - 김창희 : 삼성 라이온즈 → 은퇴 (삼성 라이온즈의 전력분석요원)
  - 김동수 : 넥센 히어로즈 → 은퇴 (넥센 히어로즈 1군 배터리코치)
  - 전준호 : 넥센 히어로즈 → 은퇴 (SK 와이번스 1군 주루코치)
  - 이종열 : LG 트윈스 → 은퇴 (LG 트윈스 2군 육성군 타격코치)
  - 김민재 : 한화 이글스 → 은퇴 (한화 이글스 3루 작전코치)
  - 송진우 : 한화 이글스 → 은퇴 (요미우리 자이언츠로의 코치연수 예정)
  - 정민철 : 한화 이글스 → 은퇴 (한화 이글스 2군 투수코치)
- 재계약 포기 외국인 선수
  - 릭 구톰슨 : KIA 타이거즈
  - 로베르토 페타지니 : LG 트윈스
- 해외 진출 외국인 선수
  - 브래드 토마스 : 한화 이글스 → 디트로이트 타이거즈
- FA 이적선수
  - 김태균 : 한화 이글스 → 지바 롯데 마린스 (해외진출)
  - 이범호 : 한화 이글스 → 후쿠오카 소프트뱅크 호크스 (해외진출)
- 국군체육부대 입단 선수
  - KIA 타이거즈 : 박진영, 이호신, 임준혁, 진민호
  - SK 와이번스 : 윤길현
  - 두산 베어스 : 박민석, 최주환
  - 롯데 자이언츠 : 이동훈
  - 삼성 라이온즈 : 이지영
  - 넥센 히어로즈 : 박헌도, 장시환, 조용훈
  - LG 트윈스 : 윤찬수
  - 단국대 : 이창호
  - 성균관대 : 김영수
- 경찰청 야구단 입단 선수
  - KIA 타이거즈 : 박정규, 오준형, 유용목, 임세업, 현승민
  - SK 와이번스 : 권영진
  - 두산 베어스 : 권영준, 최재훈, 허경민
  - 롯데 자이언츠 : 이웅한, 최혁권
  - 삼성 라이온즈 : 우동균, 조현근, 최원제
  - 넥센 히어로즈 : 전승윤, 유재신, 임창민, 전동수
  - LG 트윈스 : 우규민, 이승우
  - 한화 이글스 : 연경흠, 정대훈, 최연오
  - 탐라대 : 김민겸
  - 동국대 : 오현민
  - 한민대 : 최석
  - 연세대 : 김종찬
  - 경희대 : 신창명
  - 상원고 : 이성엽
- 그 외 군입대 선수
  - KIA 타이거즈 : 이범석
  - SK 와이번스 : 김준, 채병용, 김기현, 김재현
  - 두산 베어스 : 이정민
  - 롯데 자이언츠 : 강승현, 김유신, 이상화, 최대성, 황진수
  - 삼성 라이온즈 : 김건필, 김동명
  - 넥센 히어로즈 : 노환수, 민성기, 임태준, 김남형
  - LG 트윈스 : 김용의
  - 한화 이글스 : 없음
- 신고 선수
  - KIA 타이거즈 : 김웅비(기존, 前 동국대 투수), 한승엽(前 경찰청 투수), 박종모(前 고려대 투수),변선웅(前 대성고 포수),권희석(前 KIA 내야수), 유승룡(前 KIA 내야수), 장태성(前 KIA 내야수), 송승민(前 경찰청 내야수), 최병윤(前 성균관대 내야수), 주도성(前 효천고 내야수), 이명환(기존, 前 한양대 외야수), 서동수(前 대불대 외야수), 이준호(前 고려대 외야수)
  - SK 와이번스 : 지훈(前 SK 투수), 이장환(前 SK 투수), 황건주(기존, 前 SK 투수), 김상록(前 SK 투수), 윤석주(前 SK 투수), 이재인(2010 SK 2차 4번, 前 제주산업대 투수), 최경철(前 SK 포수), 김정남(前 SK 포수), 박상현(前 SK 내야수), 김문홍(2010 SK 2차 7번, 前 한성디지털대 투수), 박정환(기존, 前 성균관대 외야수), 윤중환(前 SK 외야수),방정우(前 인하대 외야수)
  - 두산 베어스 : 남궁훈(기존, 前 건국대 투수), 노경우(前 건국대 투수), 윤명운(前 제주고 투수), 김응민(前 중앙고 포수(투수)), 안동현(기존, 前 고려대 내야수), 신효철(기존, 前 서울고 내야수), 김동길(前 중앙대 내야수), 오정환(前 고려대 내야수),이창석(前 경찰청(롯데) 외야수), 오현근(前 SK 외야수), 김영재(기존, 前 건국대 외야수), 이현민(기존, 前 덕수고 외야수), 김현수(前 삼성 투수(외야수)), 전준홍(前 중앙고 외야수)
  - 롯데 자이언츠 : 김수완(기존, 前 제주관광산업고 투수), 최헌주(前 신일고 투수), 현천웅(前 건국대 포수), 유동근(前 원광대 포수), 김주현(前 KIA 내야수), 이상호(前 영동대 내야수), 이도윤(前 경찰청 외야수)
  - 삼성 라이온즈 : 김형준(前 영남대 투수), 전준호(前 경찰청(SK) 투수), 홍효의(前 영동대 투수), 김지훈(前 중앙고 투수), 박화랑(前 상원고 투수), 김종화(前 경북고 투수), 김지호(기존, 前 호원대 포수), 이만기(前 동의대 내야수), 김선민(前 대구고 내야수), 이강혁(前 대구고 내야수)
  - 넥센 히어로즈 : 최경환(前 송원대 투수), 김종문(기존, 前 경기고 내야수), 김한상(前 경찰청 외야수)
  - LG 트윈스 : 송현우(前 LG 투수), 강창주(前 LG 투수), 원종현(前 경찰청(LG) 투수), 김태식(前 LG 투수), 김수형(前 LG 투수), 박정훈(기존, 前 탐라대 투수), 이재우(기존, 前 대구고 투수), 최성민(前 LG 투수), 강지광(前 LG 투수), 차기훈(前 경찰청 투수), 김지용(2010 LG 2차 9번, 前 영동대 투수), 전인환(前 히어로즈 투수), 배민관(2010 LG 2차 8번, 前 야탑고 투수), 이성진(2010 LG 2차 4번, 前 경남고 투수), 이경환(前 LG 포수), 채은성(기존, 前 효천고 내야수), 김창혁(2010 LG 2차 6번, 前 부산고 포수), 이학준(前 경찰청(LG) 내야수), 임도희(기존, 前 연세대 내야수),문선재(前 LG 내야수), 최우정(2010 LG 2차 10번, 前 천안북일고 내야수), 양영동(前 경찰청(삼성) 외야수), 유재호(2010 LG 2차 7번, 前 대구고 외야수)
  - 한화 이글스 : 김재현(前 LG 투수), 김동호(기존, 前 영남대 투수), 김지호(前 천안북일고 투수), 이성호(기존, 前 고려대 포수), 신석기(기존, 前 중앙고 내야수), 이동형(前 대전고 내야수), 김다원(기존, 前 성균관대 외야수)
- 임의탈퇴 선수 현황
  - 김진우 : KIA 타이거즈 → 코리아 해치
  - 김태훈 : SK 와이번스
  - 백인식 : SK 와이번스
  - 최만호 : 롯데 자이언츠
  - 변시영 : LG 트윈스
  - 최종인 : LG 트윈스
  - 김백만 : 한화 이글스

### 시즌 중
- 영입
  - 매트 라이트 : 오마하 로열스 → KIA 타이거즈
  - 로만 콜론 : 캔자스시티 로열스 → KIA 타이거즈
  - 필 더마트레 : 톨레도 머드 헨스 → LG 트윈스
  - 크리스 니코스키 : 넥센 히어로즈
  - 팀 레딩 : 스크랜턴/윌크스-배러 양키스 → 삼성 라이온즈
  - 프랜시슬리 부에노 : 한화 이글스
- 트레이드 영입선수
  - 장성호 : KIA 타이거즈 → 한화 이글스
  - 이동현 : KIA 타이거즈 → 한화 이글스
  - 김경언 : KIA 타이거즈 → 한화 이글스
  - 안영명 : 한화 이글스 → KIA 타이거즈
  - 박성호 : 한화 이글스 → KIA 타이거즈
  - 김다원 : 한화 이글스 → KIA 타이거즈
  - 황재균 : 넥센 히어로즈 → 롯데 자이언츠
  - 김민성 : 롯데 자이언츠 → 넥센 히어로즈
  - 김수화 : 롯데 자이언츠 → 넥센 히어로즈
  - 권용관 : LG 트윈스 → SK 와이번스
  - 최동수 : LG 트윈스 → SK 와이번스
  - 이재영 : LG 트윈스 → SK 와이번스
  - 안치용 : LG 트윈스 → SK 와이번스
  - 박현준 : SK 와이번스 → LG 트윈스
  - 윤상균 : SK 와이번스 → LG 트윈스
  - 김선규 : SK 와이번스 → LG 트윈스
- 방출
  - 매트 라이트 : KIA 타이거즈
  - 에드가르 곤살레스 : LG 트윈스
  - 덕 클락 : 넥센 히어로즈
  - 김민기 : LG 트윈스
  - 정성훈 : LG 트윈스
  - 브랜든 나이트 : 삼성 라이온즈
  - 호세 카페얀 : 한화 이글스
- 은퇴 선수
  - 박종호 : LG 트윈스
  - 구대성 : 한화이글스
  - 김종국 : KIA 타이거즈
  - 양준혁 : 삼성 라이온즈
  - 안경현 : SK 와이번스

### 시즌 후
- 은퇴
  - 김재현 : SK 와이번스
  - 가득염 : SK 와이번스
  - 홍세완 : KIA 타이거즈
- 방출
  - 신철인, 조용준 : 넥센 히어로즈
- 트레이드 영입 선수
  - 고원준 : 넥센 히어로즈 → 롯데 자이언츠
  - 박정준 : 롯데 자이언츠 → 넥센 히어로즈
  - 이정훈 : 롯데 자이언츠 → 넥센 히어로즈

## 시범 경기
- 기간 : 3월 6일 ~ 3월 21일

시범 경기 일정 역시 아시안 게임과 월드컵의 영향을 받아 예년보다 1주일 정도 앞당겨졌다.
| 순위 | 구단 | 경기 | 승 | 무 | 패 | 승률  | 연속 | 게임차 |
| ---- | ---- | ---- | -- | -- | -- | ----- | ---- | ------ |
| 1위  | 롯데 | 12   | 10 | 0  | 2  | 0.833 | 1승  | 0.0    |
| 2위  | 삼성 | 13   | 8  | 0  | 5  | 0.615 | 2승  | 2.5    |
| 3위  | KIA  | 12   | 6  | 0  | 6  | 0.500 | 1승  | 4.0    |
| 4위  | 두산 | 13   | 6  | 0  | 7  | 0.462 | 1패  | 4.5    |
| 5위  | SK   | 11   | 5  | 0  | 6  | 0.455 | 2패  | 4.5    |
| 6위  | 넥센 | 12   | 5  | 0  | 7  | 0.417 | 4패  | 5.0    |
| 7위  | LG   | 11   | 4  | 0  | 7  | 0.364 | 1패  | 5.5    |
| 8위  | 한화 | 10   | 3  | 0  | 7  | 0.300 | 1승  | 6.0    |

지난 시즌에 이어 롯데 자이언츠가 시범경기 1위를 차지하였다. 롯데는 팀 타율, 평균자책점, 득점, 홈런 1위, 최소 실점 기록하였다. 김태균, 이범호 등의 주축 선수가 빠진 한화 이글스는 8위를 기록하였다.
총 47경기에 17만 702명의 관중이 운집하여 지난 시즌의 50경기 6만 7500명에 비하여 관중 수가 3배가량 증가하였다.

## 정규 리그
- 기간 : 3월 27일 ~ 9월 26일

개막전은 2008년도 상위 4개구단의 홈구장인 문학(SK-한화) / 잠실(두산-KIA) / 대구(삼성-LG) / 사직(롯데-넥센).
어린이날 경기는 격년제 편성에 따라, 2010년엔 광주, 문학, 대구, 잠실(LG홈)으로 열렸다.
올스타전은 7월 24일로 1997년 이후 13년만에 대구시민운동장 야구장에서 열렸다.

### 순위
| 팀            | 순위 | 경기수 | 승 | 무 | 패 | 타율  | 평균자책점 | 승률  | 승차 |
| ------------- | ---- | ------ | -- | -- | -- | ----- | ---------- | ----- | ---- |
| SK 와이번스   | 1    | 133    | 84 | 2  | 47 | 0.274 | 3.71       | 0.632 | 0.0  |
| 삼성 라이온즈 | 2    | 133    | 79 | 2  | 52 | 0.272 | 3.94       | 0.594 | 5.0  |
| 두산 베어스   | 3    | 133    | 73 | 3  | 57 | 0.281 | 4.62       | 0.549 | 10.5 |
| 롯데 자이언츠 | 4    | 133    | 69 | 3  | 61 | 0.288 | 4.82       | 0.519 | 14.5 |
| KIA 타이거즈  | 5    | 133    | 59 | 0  | 74 | 0.260 | 4.39       | 0.444 | 26.0 |
| LG 트윈스     | 6    | 133    | 57 | 5  | 71 | 0.276 | 5.23       | 0.429 | 25.5 |
| 넥센 히어로즈 | 7    | 133    | 52 | 3  | 78 | 0.262 | 4.55       | 0.391 | 32.0 |
| 한화 이글스   | 8    | 133    | 49 | 2  | 82 | 0.244 | 5.43       | 0.368 | 35.0 |

#### 타자 TOP
| 부문      | 선수   | 기록  |
| --------- | ------ | ----- |
| 타율(AVG) | 이대호 | 0.364 |
| 홈런(HR)  | 이대호 | 44    |
| 타점(RBI) | 이대호 | 133   |
| 득점(R)   | 이대호 | 99    |
| 안타(H)   | 이대호 | 174   |
| 출루율    | 이대호 | 0.444 |
| 장타율    | 이대호 | 0.667 |
| 도루(SB)  | 이대형 | 66    |

타자 타이틀 부분에서는 롯데 자이언츠의 이대호가 도루를 제외한 타격 7개 부분을 독식하는 전무후무한 기록을 세웠으며 도루왕은 이대형이 차지했다.

#### 투수 TOP
| 부문          | 선수   | 기록                                                           |
| ------------- | ------ | -------------------------------------------------------------- |
| 승리(W)       | 김광현 | 17(1구원승 포함이라 양현종 류현진과 선발승 공동 1위(16선발승)) |
| 평균자책(ERA) | 류현진 | 1.82                                                           |
| 탈삼진(SO)    | 류현진 | 187                                                            |
| 세이브(SV)    | 손승락 | 26                                                             |
| 홀드(HLD)     | 정재훈 | 23                                                             |
| 승률          | 차우찬 | 0.833                                                          |

평균 자책점 부분에서는 류현진이 1.82의 평균 자책점으로 1998년 이후 12년만에 1점대 평균자책점으로 1위를 차지했으며 손승락과 차우찬은 데뷔 처음으로 타이틀 홀더를 차지했다.

### 시즌 기록
- 시즌 첫 안타 : 3월 27일, LG 트윈스 이대형 (1회초 삼성 라이온스 윤성환 투수를 상대로 2루수-중견수 사이 텍사스성 안타)
- 시즌 첫 홈런 : 3월 27일, 넥센 히어로즈 김민우 (1회초 롯데 자이언츠 사도스키 투수를 상대로 솔로홈런)
- 시즌 첫 실책 : 3월 27일, 삼성 라이온즈 강봉규 (1회초 LG 트윈스 이택근 타자의 우익수 앞 안타 때 볼 뒤로 빠트리는 실책)
- 시즌 첫 퇴장 : 3월 30일, 삼성 라이온즈 강봉규 (KIA 타이거즈전, 7회초 1사에서 스트라이크 판정에 항의 후 퇴장 조치)
- 시즌 최단 경기 : 4월 7일, 롯데 자이언츠 대 LG 트윈스 (사직야구장, 1시간 57분)
- 시즌 한 경기 양팀 합계 최다 안타 : 4월 9일 51개 (한화 이글스 27개, 롯데 자이언츠 24개, 장소: 사직 야구장), 역대 한 경기 양팀 합계 최다 안타 기록 경신 (종전기록 2009년 5월 15일 LG 트윈스 25개, 넥센 히어로즈 15개, 합계 40개, 장소: 목동야구장)
- 시즌 한 경기 최다 출루 : 4월 9일 한화 이글스 김태완, 8번 (롯데 자이언츠전, 8타석 4타수 4안타 4볼넷. 역대 최다 기록)
- 시즌 한 경기 팀 최다 안타 : 4월 9일 한화 이글스, 27안타 (롯데 자이언츠전, 장소: 사직야구장. 역대 최다기록)
- 시즌 한 경기 최다 안타 : 4월 9일 롯데 자이언츠 카림 가르시아, 7안타 (7타수 7안타 (1홈런), 한국 역대 최다기록. 종전 기록 6안타), 세계 최고 기록 타이(7타수 7안타, 타이 기록 레니 스테넷 1975년 9월 16일, 오시타 히로시 1949년 11월 19일, 윌버트 로빈슨 1892년 6월 10일)
- 시즌 한 경기 양팀 합계 최다 출루 : 4월 9일 한화 이글스 대 롯데 자이언츠, 64회 (장소: 사직야구장, 역대 최다 기록)
- 프로야구 사상 최초로 정규경기 강설 취소 : 4월 14일 (KIA 타이거즈 대 두산 베어스)[3]
- 시즌 첫 완봉승 : 4월 15일 롯데 자이언츠 장원준 (목동야구장 대 넥센 히어로즈전, 6 : 0. 투구수 106개, 3피안타 무실점 6탈삼진. 2년 연속 시즌 첫 완봉승 달성)[4]
- 시즌 첫 인사이드 더 파크 홈런: 4월 29일, 롯데 자이언츠 손아섭 (사직야구장 넥센 히어로즈전, 상대 투수 금민철. 통산 68호)
- 시즌 첫 감독 퇴장 : 5월 22일, LG 트윈스 박종훈 (서울종합운동장 야구장 두산 베어스전 6회초 2사에서 스트라이크 판정 항의 후 퇴장 조치)
- 1회 양팀 타자 일순: 5월 25일 두산 베어스 대 롯데 자이언츠 (1988년 이후 처음)

### 달성 기록
- 개인 통산 600 사구: KIA 타이거즈 이종범 (3월 30일 광주 대 삼성 라이온즈 전, 상대 투수 크루세타, 프로 통산 19번째)
- 시즌 한 경기 한 이닝 타자 전원 득점: 4월 2일, 넥센 히어로즈 (잠실 대 LG 트윈스 전, 5회초 9점, 통산 10번째)
- 개인 한 경기 최다 타점: KIA 타이거즈 이용규 (8월 29일, 사직 대 롯데 자이언츠 전, 7타점)
- 감독 개인 통산 400승: KIA 타이거즈 조범현 감독 (4월 7일 SK 와이번스 전, 통산 9번째)
- 개인 통산 1800경기 출전: 넥센 히어로즈 이숭용 (4월 10일 목동 대 SK 와이번스 전, 통산 7번째)
- 개인 통산 200번째 2루타: 롯데 자이언츠 홍성흔 (4월 14일 목동 대 넥센 히어로즈 전, 통산 40번째)
- 개인 통산 250도루: LG 트윈스 이대형 (4월 16일 광주 대 KIA 타이거즈 전, 통산 10번째)
- 개인 통산 100승: LG 트윈스 박명환 (4월 24일 잠실 대 한화 이글스 전, 통산 22번째)
- 개인 통산 500타점: LG 트윈스 조인성 (4월 24일 잠실 대 한화 이글스 전, 통산 56번째)
- 팀 통산 43000루타: LG 트윈스 (4월 24일 잠실 대 한화 이글스 전, 통산 3번째)
- 개인 통산 1300안타: 4월 27일, 롯데 자이언츠 홍성흔 (사직 대 넥센 히어로즈 전, 1타점 2루타, 통산 30번째)
- 팀 통산 첫 900세이브: 삼성 라이온즈 (4월 29일 잠실 대 LG 트윈스 전, 투수 오승환)
- 팀 최소경기 20승: SK 와이번스 (4월 29일 광주 대 KIA 타이거즈 전, 타이 기록)
- 개인 통산 첫 2300안타: 삼성 라이온즈, 양준혁 (4월 30일 대전 대 한화 이글스 전, 통산 첫 번째)
- 개인 통산 300홈런: SK 와이번스 박경완 (4월 30일 문학 대 LG 트윈스 전, 통산 5번째, 포수 통산 첫 300홈런)
넥센 히어로즈 송지만 (9월 24일 잠실 대 두산 베어스 전, 통산 6번째)
- 개인 통산 1200안타: LG 트윈스 이진영 (4월 30일 문학 대 SK 와이번스 전, 통산 38번째)
- 개인 통산 200도루: LG 트윈스 박용택 (5월 1일 문학 대 SK 와이번스 전, 통산 13번째)
- 팀 한 경기 최다 득점: SK 와이번스 (5월 1일 문학 대 LG 트윈스 전, 팀 타이 기록)
- 감독 개인 통산 800경기 출장: 두산 베어스 김경문 감독 (5월 6일 LG 트윈스 전, 통산 8번째)
- 팀 통산 30000안타: LG 트윈스 (5월 6일 잠실 대 두산 베어스 전, 통산 3번째)
- 개인 통산 800경기 출장: LG 트윈스 류택현 (5월 7일 잠실 대 KIA 타이거즈 전, 투수 통산 2번째)
- 개인 통산 700타점: 롯데 자이언츠 홍성흔 (5월 8일 사직 대 두산 베어스 전, 통산 22번째)
- 개인 통산 1400안타: SK 와이번스 박경완 (5월 11일 사직 대 롯데 자이언츠 전, 통산 21번째)
- 한 경기 정규 이닝 최다 탈삼진: 한화 이글스 류현진 (5월 11일 청주 대 LG 트윈스, 17개, 역대 최다 기록(종전 기록 선동열의 16개, 1991년), 1실점 완투승)
- 한 경기 좌, 우 타석 홈런: LG 트윈스 서동욱 (5월 12일 청주 대 한화 이글스 전, (5회 안영명을 상대로 좌타석 우월 홈런, 8회 마일영을 상대로 우타석 우중월 홈런, 통산 4번째)
- 한 경기 연타석 좌, 우 타석 홈런: LG 트윈스 서동욱 (5월 12일 청주 대 한화 이글스 전, 통산 2번째, 종전 기록 서동욱 2008년 9월 25일 서동욱 통산 2번 기록 역대 유일)
- 개인 통산 1200경기 출장: LG 트윈스 이병규 (5월 14일 잠실 대 롯데 자이언츠 전, 통산 55번째)
- 팀 통산 17000득점: 삼성 라이온즈 (5월 25일 대구 대 SK 와이번스 전, 첫 번째)
- 팀 통산 15000득점: 두산 베어스 (5월 25일 사직 대 롯데 자이언츠 전, 4번째)
- 개인 통산 600타점 및 7년 연속 두 자릿수 홈런 : 롯데 자이언츠 이대호 (5월 26일 사직 대 두산 베어스 전, 통산 35번째, 20번째)
- 개인 통산 900사사구 : SK 와이번스 박재홍 (5월 26일 대구 대 삼성 라이온즈 전, 통산 8번째)
- 팀 통산 20000탈삼진 : KIA 타이거즈 (5월 30일 광주 대 한화 이글스 전, 2회초 투수 윤석민이 이대수를 상대로 삼진 기록)
- 개인 통산 600득점 : LG 트윈스 정성훈 (6월 1일 사직 대 롯데 자이언츠 전, 통산 39번째)
- 역대 최다경기 출장 : 삼성 라이온즈 양준혁 (6월 3일 대구 대 KIA 타이거즈 전, 2112경기 출장, 종전 기록 한화 이글스 김민재, 2111경기)
- 개인 통산 1300경기 출장 : 롯데 자이언츠 홍성흔 (6월 10일 목동 대 넥센 히어로즈 전, 통산 41번째)
- 감독 개인 통산 700경기 출장 : 삼성 라이온즈 선동열 (6월 15일 사직 대 롯데 자이언츠 전, 통산 12번째)
- 개인 통산 2000루타 : 롯데 자이언츠 홍성흔 (6월 19일 잠실 대 LG 트윈스 전, 투수 김광수를 상대로 2루타, 통산 28번째)
- 개인 통산 2700루타 : 한화 이글스 장성호 (6월 19일 대구 대 삼성 라이온즈 전, 통산 6번째)
- 3년 연속 20홈런 : 롯데 자이언츠 카림 가르시아 (6월 24일 마산 대 한화 이글스 전, 투수 최영필을 상대로 솔로 홈런, 통산 20번째)
- 개인 통산 500사사구: 롯데 자이언츠 이대호 (6월 24일 마산 대 한화 이글스 전, 3회말 투수 최영필을 상대로 볼넷, 통산 41번째)
- 개인 통산 1000안타 및 7년 연속 세자릿수 안타 : 롯데 자이언츠 이대호 (6월 29일 대구 대 삼성 라이온즈 전, 4회초 투수 장원삼을 상대로 솔로 홈런, 통산 60번째, 17번째)
- 개인 통산 200 2루타 : 삼성 라이온즈 진갑용 (7월 3일 대구 대 KIA 타이거즈 전, 통산 43번째)
- 역대 최초 한 이닝 팀 싸이클링 홈런 : KIA 타이거즈 (7월 29일 사직 대 롯데 자이언츠 전 3회초 3점 - 2점 - 1점 - 4점 홈런)
- 개인 한 이닝 최다 타점 : KIA 타이거즈 이용규 (7월 29일 사직 대 롯데 자이언츠 전 3회초 7타점) - 종전 최고 기록은 5타점
- 최다 경기 연속 홈런 세계 신기록 : 롯데 자이언츠 이대호 (2010년 8월 4일 ~ 8월 14일, 9경기 연속 홈런)
- 역대 한 타자 상대 최다 투구 신기록 : 넥센 히어로즈 박준수, (2010년 8월 29일 광주 KIA 타이거즈 전 8회말) 이용규를 상대로 20구만에 우익수 플라이 아웃 처리, 종전 기록 17구 (2008년 9월 24일, 장원삼)
- 포수 최초 시즌 100타점 : LG 트윈스 조인성 (2010년 9월 1일, 사직 대 롯데 자이언츠 전, 7회초 좌월 3점 홈런)
- 신인 포수 최초 시즌 20홈런 : 두산 베어스 양의지 (2010년 9월 24일, 잠실 대 넥센 히어로즈 전, 2회말 우월 2점 홈런)

## 포스트시즌
준플레이오프에서 격돌한 롯데 자이언츠와 두산 베어스는 5차전까지 가는 끝에 두산이 2연승을 먼저 달성한 롯데에게 내리 3연승을 거두며 리버스 스윕으로 플레이오프에 진출했다. 플레이오프에서는 2위 삼성 라이온즈와 두산 베이스가 격돌했다. 플레이오프에서 두산과 삼성은 5차전 연속 한 점 차로 치열하게 승부했다. 삼성이 1승 2패의 상황에서 4, 5차전을 승리하며 한국시리즈에 진출했다.

### 한국시리즈
한국시리즈에서 시즌 1위 SK 와이번스는 혈투를 치르고 올라온 삼성 라이온즈를 상대로 내리 4연승을 거둬 역대 6번째 한국시리즈 4승 전승으로 통합 우승하였다. 한국시리즈 MVP로는 SK의 박정권이 선정되었다.